# Farsă
Farsa este, la origine, un scurt interludiu comic, introdus în misterele medievale, sau în sens larg în piese cu subiecte grave. Ele și-au conservat acest nume, (împrumutat de la verbul din limba franceză veche "farcir", a umple, a îndopa un curcan) chiar în momentul când au început să fie reprezentate separat. În franceză cuvântul a intrat din limba latină unde "farcire" avea același sens. 
Farsele conțin elemente specifice teatrului popular. Farsele au legătură cu umorul burlesc, intenția ei este să smulgă hohote de râs, e o comedie joasă, din registrul clovneriei, comicului bazat pe gag-uri fizice, pălmuieli etc. 
Farsa se caracterizează prin acțiuni fizice exagerate și repetate, exagerare a caracterelor sau situației comice, situații absurde sau surprinzătoare. Personaje și dialogurile au, din aceste motive, un rol mai curând secundar în economia farselor.
În literatura clasică urmele unor farse pot fi descoperite la Plaut și Aristofan.
E foarte greu să descoperi farse autentice, ele au intrat în componența altor specii, cum ar fi comediile de moravuri sau intrigă. Primele piese care pot fi caracterizate drept farse autentice au apărut în Franța Evului mediu. Ele se înrudesc cu alte specii, mai exact cu fabliau și cu sotie. În Franța cele mai cunoscute farse medievale sunt:
- Farsa Maestrului Pathelin (aproximativ 1465)
- Farsa lui Cuvier

Farsele se răspândesc mai apoi în teatrul european, trecând prin piesele lui Cristophore Marlowe sau William Shakespeare ca să ajungă la dramaturgi moderni cum ar fi Anton Pavlovici Cehov sau Jean Anouilh. 